# 甄淑
甄淑（1582年—1641年），字爾儀，號錦石，湖廣黃州府黃岡縣人，民籍。明朝政治人物。

## 生平
萬曆三十一年（1603年）癸卯科湖廣鄉試第六十三名舉人，萬曆三十八年（1610年）庚戌科會試三十二名，第三甲第一百一名進士。都察院觀政，授河南開封府陽武縣知縣，四十一年調太康縣，均政績優異。四十四年行取留部，考選，擬授戶科給事中，丁艱。
天啓元年（1621年）十一月復除吏科给事中，巡视皇城，期間曾經上書促成文武科舉同例舉行的改革，使得武舉的武進士武舉人們也得到了和文科進士舉人一樣的待遇。三年三月升礼科右给事，闰十月升吏科左，四年（1624年）忤逆魏忠贤被削籍。崇禎元年（1628年）起復户科都给事中，遷太常寺少卿，累官南北刑部尚書。

## 家族
曾祖甄宏。祖父甄善，潜山县训导。父甄其賢，增生。母余氏。慈侍下。兄湘；澤（庠生）；濟（庠生），弟治（庠生）；洵。子甄嘉楠；甄嘉杞；甄嘉朴。